# Kineski cvrčić
Kineski cvrčić (lat. Locustella chengi), vrsta ptica iz roda cvrčića (Locustella). Otkrio ju je 2015. godine međunarodni tim znanstvenika u središnjoj Kini. Prvi puta bila je zamijećena još u svibnju 1992. po osebujnoj pjesmi koja se sastoji od niskih tonova koji zvuče kao zujanje, nakon čega slijedi kraći cvokot, da bi je tek 2015. ponovno otkrili i DNK analizom utvrdili da se radi o novoj vrsti.
Ime je dobila po značajnom preminulom kineskom ornitologu Cheng Tso-hsinu (Zheng Zuoxin, 郑作新), osnivaču Prirodoslovnog muzeja u Pekingu, a otkriće je objavljeno u časopisu Avian Research.
Teško je uočljiva jer su joj stanište guste plantaže čaja i grmlja. Naraste do 13 cm dužine, a teži oko 10 grama. Najbliži joj je srodnik L. mandelli s kojom ima zajedničkog pretka otprije 850 000 godina.